# Los Nogales, Durango
Los Nogales är en ort i Mexiko.   Den ligger i kommunen Topia och delstaten Durango, i den centrala delen av landet, 1 000 km nordväst om huvudstaden Mexico City. Los Nogales ligger 770 meter över havet och antalet invånare är 161.
Terrängen runt Los Nogales är kuperad söderut, men norrut är den bergig. Runt Los Nogales är det mycket glesbefolkat, med 4 invånare per kvadratkilometer. Närmaste större samhälle är Las Adjuntas, 4,7 km söder om Los Nogales. I omgivningarna runt Los Nogales växer huvudsakligen savannskog.